# Suzanne Poujade
Pour les articles homonymes, voir Poujade.
Suzanne Cécile Poujade est une patineuse artistique française, une des pionnières du patinage en France avant la Première Guerre mondiale.

## Biographie
Suzanne Cécile Groslier-Poujade est née à Paris le 8 juin 1893 de Jules Poujade (1855-1936) et de Marie-Louise Suard (1864-1931).
Elle est ainsi la petite-fille du calligraphe et paléographe Jean-Pierre Poujade (1818-1869) et la nièce de l’entomologiste Gustave Arthur Poujade (1845-1909).
La première guerre mondiale mettra fin à sa carrière sportive.
Mariage et vie au Cambodge
En 1915, elle devient par tirage au sort la marraine de guerre de l’ethnologue et archéologue George Groslier (1887-1945) alors aérostier dans la Somme. 
Elle épousera George le 27 mai 1916 à Paris et le suivra au Cambodge où elle donnera naissance à trois enfants : Nicole (1918-2017), Gilbert (1922-2002) et Bernard-Philippe Groslier (1926-1986) qui deviendra archéologue et conservateur du site d’Angkor.
Retour en France
En 1939, au début de la seconde guerre mondiale, Suzanne et ses enfants seront rapatriés en France et ils ne reverront plus George resté au Cambodge à son poste de conservateur du musée des Arts Cambodgiens.
En 1945, après la mort tragique de son mari à Phnom Penh, Suzanne Groslier-Poujade s’installe à Paris où elle décèdera le 12 septembre 1979 à l’âge de 86 ans.
Suzanne aura 8 petits-enfants.  

### Carrière sportive
Suzanne Poujade est une pionnière du patinage artistique français du début du XXe siècle, comme Anita Nahmias, Nina Aysaguer, Yvonne Bourgeois ou Simone Roussel.
Elle a été trois fois championne de France dans la catégorie individuelle (1911, 1913 et 1914) et deux fois championne de France dans la catégorie couple avec son partenaire Francis Pigueron (1913 et 1914).
Sur le plan international, elle n'a jamais participé ni aux championnats du monde ni aux Jeux olympiques.
Au tennis, Suzanne Poujade participe au Championnat de tennis en terre battue à Saint-Cloud en mai 1914.

## Palmarès
| Compétitions en individuelle | 1911 | 1912 | 1913 | 1914 | 1915 | 1916 | 1917 | 1918 | 1919 |  |  |  |  |  |
| Jeux olympiques |      | X    |      |      |      | JA   |      |      |      |  |  |  |  |  |
| Championnats du monde |      |      |      |      | CA   | CA   | CA   | CA   | CA   |  |  |  |  |  |
| Championnats de France | 1re  | 2e   | 1re  | 1re  | CA   | CA   | CA   | CA   | CA   |  |  |  |  |  |
| |      |      |      |      |      |      |      |      |      |  |  |  |  |  |
| Compétitions en couple | 1911 | 1912 | 1913 | 1914 | 1915 | 1916 | 1917 | 1918 | 1919 |  |  |  |  |  |
| Jeux olympiques |      | X    |      |      |      | JA   |      |      |      |  |  |  |  |  |
| Championnats du monde |      |      |      |      | CA   | CA   | CA   | CA   | CA   |  |  |  |  |  |
| Championnats de France | 2e   |      | 1re  | 1re  | CA   | CA   | CA   | CA   | CA   |  |  |  |  |  |
| Légende : X = Pas de patinage artistique aux Jeux olympiques d'été de 1912 ; JA = Jeux olympiques d'été annulés ; CA = Championnats annulés |      |      |      |      |      |      |      |      |      |  |  |  |  |  |